# أبوللو جلوبال مانجمنت
أبوللو جلوبال مانجمنت هي شركة أمريكية للأسهم الخاصة. تأسست في مدينة نيويورك على يد ليون بلاك وجوش هاريس ومارك روان في عام 1990 وهي توفر إدارة الاستثمار وتستثمر في الائتمان والأسهم الخاصة والأصول الحقيقية.اعتبارًا من 2022 كان لدى الشركة 548 مليار دولار من الأصول الخاضعة للإدارة، بما في ذلك 392 مليار دولار مستثمرة في الائتمان، بما في ذلك رأس المال الأوسط وصناديق التحوط والقروض المتعثرة والتزامات القروض المضمونة و99 مليار دولار مستثمرة في الأسهم الخاصة و46.2 مليار دولار مستثمرة في الأصول الحقيقية. والتي تشمل العقارات والبنية التحتية. تستثمر الشركة الأموال نيابة عن صناديق التقاعد والأوقاف المالية وصناديق الثروة السيادية، بالإضافة إلى المستثمرين الآخرين من المؤسسات والأفراد. أنتجت الصناديق التي تديرها أبولو معدل عائد داخلي قدره 24٪ للمستثمرين، بعد خصم الرسوم.
يقع المقر الرئيسي لشركة أبولو في مبنى سولو في مدينة نيويورك ولها مكاتب في جميع أنحاء أمريكا الشمالية وأوروبا وآسيا. ومن أبرز الشركات التي استثمرت فيها الصناديق التي تديرها الشركة هي شركة ايه دي تي وبارنز أند نوبل وكارييربيلدر ومجموعة كوكس ميديا وأنترادو وليجنداري إنترتينمنت وراك سبيس ورد بوكس وشترفلاي وراديو القمر الصناعي سيريوس وقدوبا وسمارت آند فاينال، جامعة فينيكس وشركة ياهو.
بالإضافة إلى صناديقها الخاصة، تدير شركة أبوللو شركة أبوللو جلوبال مانجمنت (AIC) وهي شركة مساهمة عامة للتداول العام والأسهم الخاصة وصندوق مغلق وتطوير الأعمال يقع مقرها في الولايات المتحدة. توفر أبوللو جلوبال مانجمنت ديون الميزانين والقروض المضمونة الممتازة واستثمارات الأسهم لشركات السوق المتوسطة، بما في ذلك الشركات العامة، على الرغم من أنها لم تستثمر تاريخيًا في الشركات التي تسيطر عليها صناديق الأسهم الخاصة التابعة لشركة أبولو.